# Palbok-dong
Palbok-dong (koreanska: 팔복동) är en stadsdel i staden Jeonju i provinsen Norra Jeolla, i den centrala delen av Sydkorea, 190 km söder om huvudstaden Seoul. Den ligger i stadsdistriktet Deokjin-gu.